# Chromowola (przystanek kolejowy)
Chromowola – dawny wąskotorowy przystanek kolejowy w Chromowoli, w powiecie aleksandrowskim, w województwie kujawsko-pomorskim w Polsce.